# Amanda Hocking
Pour les articles homonymes, voir Hocking.
Œuvres principales
- Série De mon sang

Amanda Hocking, née le 12 juillet 1984, est une romancière américaine vivant à Austin dans le Minnesota.
Grâce au succès fulgurant de ses romances paranormales, publiées uniquement en ligne, elle est devenue millionnaire en quelques mois,,.

## Biographie
Amanda Hocking est une auteur de romances paranormales née le 12 juillet 1984 à Austin dans le Minnesota. Elle est fille unique et a grandi dans une famille pauvre. Très proche de sa grand-mère, elles se sont beaucoup racontées d’histoires en grandissant. À sept ans, Amanda Hocking lisait déjà Stephen King et Jane Austen. Ses parents divorcent lorsqu’elle a onze ans. Dépressive pendant son enfance et son adolescence, elle se réfugie dans la lecture et l’écriture. Elle écrit beaucoup de fanfictions notamment sur Star Wars ou L'Épreuve. Elle achève son premier roman , Dreams I can’t remember, à l’âge de dix-sept ans mais il ne sera pas publié. Tout au long de ses deux semestres à l’université et de ses années de travail auprès de personnes en situation de handicap, elle continue à écrire la nuit. Cependant, aucun éditeur ne veut de ses romans. Amanda Hocking s’était fixé pour objectif d’être une auteure publiée à l’âge de vingt-six ans comme Stephen King. De plus, elle a changé de stratégie d’écriture : alors qu’au début elle écrivait pour “exorciser ses démons”, après plusieurs refus, elle s’est rendue dans le rayon livre d’un Wallmart pour étudier ce qui avait du succès. Dans tout ce qui était exposé, elle s’est sentie le plus proche des romances paranormales et s’est donc attaquée à ce genre. C’est après avoir entendu parler du succès d’Elisa Lorello qu’elle décide de faire comme elle et de s’autopublier sur Amazon. Ainsi, elle autopublie son premier roman My blood approves en mars 2010. Elle ne vend alors que quelques exemplaires par jour. Ensuite elle publie les tomes suivants en mai et commence à mettre en place des techniques de promotion sur les réseaux sociaux et auprès de bloggers reconnus. C’est grâce à cela que ses ventes décollent en juin 2010. En février 2011, Amanda Hocking a autopublié sept romans et USA Today signale qu’ils font partie des USA Today’Best selling books mais qu’en plus ils sont restés dans ce classement pendant cinquante semaines ! En mars 2011, elle signe un contrat avec la maison d’édition ST Martin’s Press. Elle explique ce choix par plusieurs raisons. D’abord pour toucher les lecteurs qui restent au format papier. Ensuite, pour avoir plus de chances que ses livres soient adaptés au cinéma. Enfin, pour profiter des conseils d’un vrai éditeur. Elle explique aussi que faire la promotion de ses livres lui prenait plus de temps que l’écriture de ses romans et que cela la désolait. Que tout le monde se rassure, Amanda Hocking compte encore publier des romans que ce soit toute seule ou par un éditeur.

## Œuvres

### Univers Trylles

#### SérieTrylles(Trylle Trilogy)
1. Échangée, AdA, 2013 ((en) Switched, 2010)  (ISBN 978-2-89733-034-7)Réédition, Castelmore, 2014 (ISBN 978-2-36231-105-5)
2. Indécise, AdA, 2013 ((en) Torn, 2010)  (ISBN 978-2-89733-035-4)Réédition, Castelmore, 2014 (ISBN 978-2-36231-122-2)
3. Royale, AdA, 2013 ((en) Ascend, 2011)  (ISBN 978-2-89733-163-4)Réédition, Castelmore, 2015 (ISBN 978-2-36231-129-1)

#### SérieLes Chroniques kanines(The Kanin Chronicles)
1. Givre enflammé, AdA, 2015 ((en) Frostfire, 2015)  (ISBN 978-2-89752-704-4)
2. Baiser glacé, AdA, 2015 ((en) Ice Kissed, 2015)  (ISBN 978-2-89752-707-5)
3. Le Royaume de cristal, AdA, 2016 ((en) Crystal Kingdom, 2015)  (ISBN 978-2-89767-381-9)

### SérieDe mon sang(My Blood Approves)
1. De mon sang, Castelmore, 2012 ((en) My Blood Approves, 2010)  (ISBN 978-2-36231-053-9)Réédition, Milady 2018 (ISBN 978-2-8112-2847-7)
2. Destinés, Castelmore, 2012 ((en) Fate, 2010)  (ISBN 978-2-36231-070-6)Réédition, Mylady 2018 (ISBN 978-2-8112-3909-1)
3. Troublée, Castelmore, 2013 ((en) Flutter, 2010)  (ISBN 978-2-8112-2243-7)Réédition, Mylady 2018 (ISBN 978-2-8112-2243-7)
4. Passionnée, Castelmore, 2013 ((en) Wisdom, 2010)  (ISBN 978-2-8112-2556-8)Réédition, Mylady 2018 (ISBN 978-2-8112-2556-8)
5. Ultime, Castelmore, 2018 ((en) Swear, 2016)  (ISBN 978-2-36231-348-6)Réédition, Mylady 2018 (ISBN 978-2-8112-2755-5)

- Lettres à Élise : l'histoire de Peter Townsend, Castelmore, 2013 ((en) Letters to Elise, 2010)Paru en français uniquement sous format électronique

### SérieThe Hollows
1. (en) Hollowland CreateSpace, 2010
2. (en) Hollowmen, 2011

### SérieMélodie de l'eau(Watersong)
1. Éveil, AdA, 2014 ((en) Wake, 2012)  (ISBN 978-2-89733-681-3)
2. Berceuse, AdA, 2014 ((en) Lullaby, 2012)  (ISBN 978-2-89733-684-4)
3. Marée, AdA, 2014 ((en) Tidal, 2013)  (ISBN 978-2-89752-089-2)
4. Élégie, AdA, 2015 ((en) Elegy, 2013)  (ISBN 978-2-89752-440-1)

### Romans indépendants
- (en) Virtue, 2011